# 中江昌彦
中江 昌彦（なかえ まさひこ、1947年6月11日- ）は、翻訳家。
東京都出身。慶應義塾大学経済学部卒。トリオ・レコードのレコード・ディレクターを経て、翻訳を始める。ブレット・イーストン・エリスなど小説のほか、ロック関係の翻訳が多い。
母は中江泰子、祖母は料理研究家の中江百合、女優の東山千栄子は大伯母。

## 翻訳
- ヴィック・ガルバリーニ『ジョン・レノンいちご畑よ、永遠に』河出書房新社 1981
- ポール・ケンダル編『レッド・ツェッペリン語録 究極への出航』新興楽譜出版社 1982  改題「レッド・ツェッペリン究極への巡礼」
- バーバラ・シャロン『キース・リチャーズ彼こそローリング・ストーンズ』野間けい子共訳 CBS・ソニー出版 1983 のちソニー・マガジンズ文庫
- トニー・サンチェス『ローリング・ストーンズ 悪魔を憐れむ歌』全音楽譜出版社 1984
- デビッド・マコーレイ『エンパイア・ステート・ビル解体』河出書房新社, 1984
- K.C.コンスタンティン『ロックスバーグ鉄道殺人事件』明石三世共訳　中公文庫 1984
- K.C.コンスタンティン『空白のページ殺人事件』明石三世共訳　中公文庫 1985
- ピート・ベスト,パトリック・ドンカスター『もう一人のビートルズ ピート・ベストストーリー』CBS・ソニー出版 1985
- スティーヴン・デイヴィス『レッド・ツェッペリン物語』CBS・ソニー出版 1986
- ラッセル・ベイカー『グローイング・アップ』麻野二人[2]訳 中央公論社 1986
- K.C.コンスタンティン『密告者求む』明石三世共訳　中公文庫 1986
- ロックンロール・バビロン /ゲーリー・ハーマン 白夜書房 1988
- ブレット・イーストン・エリス『レス・ザン・ゼロ』中央公論社 1988 のち文庫、ハヤカワ文庫
- 『チャック・ベリー』(自伝) 音楽之友社 1989
- ジョン・トブラー&マイルズ『クラッシュ伝説』JICC出版局 1990
- ブレット・イーストン・エリス『ルールズ・オブ・アトラクション』中央公論社 1990  のちヴィレッジブックス
- ケヴィン・ホウレット,マーク・ルイソン『ジョン・レノンin my life』日本放送出版協会 1991
- カルヴィン・トリリン『アメリカ殺人白書』中央公論社 1993
- トニー・サンチェス『ローリング・ストーンズ夜をぶっとばせ』音楽之友社 1993
- スティーヴン・デイヴィス,ピーター・サイモン『レゲエ・ブラッドラインズ』ブルース・インターアクションズ 1994
- ジョーゼフ・J.アンドリュー『影の十二使徒』福武書店 1994 のち文庫
- クリス・サレウィッチ『ボブ・マーリー ソングス・オブ・フリーダム』ブルース・インターアクションズ 1995
- バディ・ガイ,ドナルド・E.ウィルコック『アイ・ガット・ザ・ブルース バディ・ガイ自伝』ブルース・インターアクションズ, 1995
- カレン・リッチー『ジェネレーションXマーケティング』東急エージェンシー出版部 1996
- チェット・レイモ『星空のフランキー』ソニー・マガジンズ 1996 改題「星空の恋人たち」文庫版
- サイモン・メイル『霊柩車にのって』ソニー・マガジンズ 1997
- ローレンス・コーン編『ザ・ブルース・ブック』ブルース・インターアクションズ 1997
- テリー・サザーン『ローリング・ストーンズ・イン・アーリー・デイズ』中央アート出版社 1998
- アーミステッド・モーピン『メリー・アン・シングルトンの物語』全6巻 ソニー・マガジンズ 2001―02
- ジョーダン・クレイ『出会い系サイトの罠』青春文庫 2001
- ドリス・ピルキングトン『裸足の1500マイル』メディアファクトリー 2003
- ドラ・ローウェンスタイン,フィリップ・ドッド『アコーディング・トゥ・ザ・ローリング・ストーンズ』佐藤めぐみ共訳　ぴあ 2004
- ボブ・グルーエン『ジョン・レノン・ザ・ニューヨーク・イヤーズ』小学館 2005
- ベンツ・レイ『ザ・ローリング・ストーンズイン・ザ・ビギニング』小学館 2006
- 『エリック・クラプトン自伝』イースト・プレス 2008
- イーサン・A.ラッセル『オルタモントのローリング・ストーンズ』K&Bパブリッシャーズ 2011
- ハンター・S・トンプソン『ラム・ダイアリー』朝日新聞出版 2012